# Præskriptiv
Præskriptiv betyder i henhold til forskrifter. Alle normer er således præskriptive. Begrebet handler i bredeste forstand, om "det der bør gøres" og/eller "det der stræbes efter", rettesnoren. Forskrifter kan både være formelle retningslinjer og moralske standarder.
Studier af, om en forskrift overholdes eller brydes, betegnes empiriske studier, ligesom der skelnes mellem idealer, som analyseres som præskriptive og faktiske forhold, som analyseres som deskriptive. I klassisk videnskabsteori er denne skelnen afgørende, når udsagn analyseres. Med den sproglige vending har postmodernister påpeget, at den operative skelnen mellem præskriptive og deskriptive udsagn er en falsk modstilling af begreberne. Virkeligheden findes efter denne
opfattelse ikke som objektiv realitet; den er altid fortolket og formidlet, f.eks. gennem fortælling. .
Begreber, der som udgangspukt er præskriptive:
- Norm
- Lov
- Regel[flertydigt link ønskes præciseret]
- Cirkulære
- Værdi
- Ideologi
- Moral
- Etik

Det kompletære begreb til præskriptiv er deskriptiv, "beskrivelser af det, som eksisterer"